# 諫山村
諌山村（いさやまむら）は、福岡県京都郡にあった村。現在の京都郡みやこ町の一部にあたる。

## 地理
行橋平野の西端に位置していた。
- 山：平尾台竜ケ鼻、観音山勝山山地、障子ケ岳[1]

## 歴史
- 1889年（明治22年）4月1日 - 町村制の施行により、京都郡池田村、岩熊村、矢山村、浦河内村、宮原村、長川村が合併して村制施行し、諌山村が発足[1][2]。
- 1920年（大正9年）- 電灯点灯[1]
- 1929年（昭和4年）- 電話開通[1]
- 1955年（昭和30年）3月1日 - 京都郡久保村、黒田村と合併して町制施行し勝山町を新設して廃止された[1][2]。

### 地名の由来
『和名類聚抄』に記載の京都郡諌山郷による。